# Balón de Oro 1983

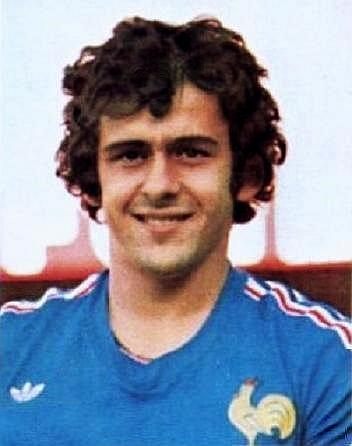
Platini, ganador del balón de oro, en el mundial de 1978 en Argentina

La edición de 1983 del Balón de Oro, 28ª edición del premio de fútbol creado por la revista francesa France Football, fue ganada por el francés Michel Platini (Juventus).
El jurado estuvo compuesto por 26 periodistas especializados, de cada una de las siguientes asociaciones miembros de la UEFA: Alemania Occidental, Alemania Oriental, Austria, Bélgica, Bulgaria, Checoslovaquia, Dinamarca, Escocia, España, Finlandia, Francia, Grecia, Hungría, Inglaterra, Irlanda, Italia, Luxemburgo, Países Bajos, Polonia, Portugal, Rumanía, Suecia, Suiza, Turquía, Unión Soviética y Yugoslavia.
El resultado de la votación fue publicado en el número 1968 de France Football, el 27 de diciembre de 1983.

## Sistema de votación
Cada uno de los miembros del jurado elige a los que a su juicio son los cinco mejores futbolistas europeos. El jugador elegido en primer lugar recibe cinco puntos, el elegido en segundo lugar cuatro puntos y así sucesivamente.
De esta forma, se repartieron 390 puntos, siendo 130 el máximo número de puntos que podía obtener cada jugador (en caso de que los 26 miembros del jurado le asignaran cinco puntos).

## Clasificación final
| Puesto | Jugador               | Equipo                       | Votos | Votos | Votos | Votos | Votos | Votos | Puntos |
| Puesto | Jugador               | Equipo                       | 1º    | 2º    | 3º    | 4º    | 5º    | Total | Puntos |
| ------ | --------------------- | ---------------------------- | ----- | ----- | ----- | ----- | ----- | ----- | ------ |
| 1º     | Michel Platini        | Juventus                     | 18    | 5     |       |       |       | 23    | 110    |
| 2º     | Kenny Dalglish        | Liverpool                    | 2     | 3     | 1     |       | 1     | 7     | 26     |
| 3º     | Allan Simonsen        | Charlton / Vejle             | 2     | 1     | 1     | 2     | 4     | 10    | 25     |
| 4º     | Gordon Strachan       | Aberdeen                     | 1     | 1     | 1     | 5     | 2     | 10    | 24     |
| 5º     | Felix Magath          | Hamburgo                     |       | 2     | 1     | 4     | 1     | 8     | 20     |
| 6º     | Jean-Marie Pfaff      | Bayern Múnich                | 1     | 1     | 1     | 1     | 1     | 5     | 15     |
|        | Rinat Dasáyev         | Spartak Moscú                |       | 1     | 1     | 3     | 2     | 7     | 15     |
| 8º     | Karl-Heinz Rummenigge | Bayern Múnich                |       | 1     | 3     |       | 1     | 5     | 14     |
|        | Jesper Olsen          | Ajax                         |       | 1     | 2     | 2     |       | 5     | 14     |
| 10º    | Bryan Robson          | Manchester United            | 1     | 1     |       | 2     |       | 4     | 13     |
| 11º    | Fernando Gomes        | Oporto                       |       | 2     |       |       | 2     | 4     | 10     |
|        | Bernd Schuster        | Barcelona                    |       | 2     |       |       | 2     | 4     | 10     |
|        | Frankie Vercauteren   | Anderlecht                   |       |       | 3     |       | 1     | 4     | 10     |
|        | Alain Giresse         | Girondins Burdeos            |       |       | 1     | 3     | 1     | 5     | 10     |
| 15º    | Safet Sušić           | París Saint-Germain          |       | 2     |       |       |       | 2     | 8      |
|        | Ian Rush              | Liverpool                    |       |       | 2     | 1     |       | 3     | 8      |
| 17º    | Morten Olsen          | Anderlecht                   | 1     |       |       |       | 1     | 2     | 6      |
| 18º    | Norman Whiteside      | Manchester United            |       |       | 1     | 1     |       | 2     | 5      |
| 19º    | Bruno Conti           | Roma                         |       | 1     |       |       |       | 1     | 4      |
|        | Eric Gerets           | Standard Lieja / Milan       |       | 1     |       |       |       | 1     | 4      |
|        | Erwin Vandenbergh     | Anderlecht                   |       | 1     |       |       |       | 1     | 4      |
|        | Michael Laudrup       | Brøndby / Lazio              |       |       | 1     |       | 1     | 2     | 4      |
| 23.º   | Liam Brady            | Sampdoria                    |       |       | 1     |       |       | 1     | 3      |
|        | Antonio Cabrini       | Juventus                     |       |       | 1     |       |       | 1     | 3      |
|        | Carlos Manuel Santos  | Benfica                      |       |       | 1     |       |       | 1     | 3      |
|        | Vassilis Hatzipanagis | Iraklis                      |       |       | 1     |       |       | 1     | 3      |
|        | Glenn Hysén           | IFK Göteborg / PSV Eindhoven |       |       | 1     |       |       | 1     | 3      |
|        | Paolo Rossi           | Juventus                     |       |       | 1     |       |       | 1     | 3      |
|        | Costică Ştefănescu    | Universitatea Craiova        |       |       | 1     |       |       | 1     | 3      |
| 30.º   | Zbigniew Boniek       | Juventus                     |       |       |       | 1     |       | 1     | 2      |
|        | Fyodor Cherenkov      | Spartak Moscú                |       |       |       | 1     |       | 1     | 2      |
|        | Ruud Gullit           | Feyenoord                    |       |       |       | 1     |       | 1     | 2      |
| 33º    | Søren Lerby           | Ajax / Bayern Múnich         |       |       |       |       | 1     | 1     | 1      |
|        | Stoycho Mladenov      | CSKA Sofía                   |       |       |       |       | 1     | 1     | 1      |
|        | Tibor Nyilasi         | Ferencváros / Austria Viena  |       |       |       |       | 1     | 1     | 1      |
|        | Rudi Völler           | Werder Bremen                |       |       |       |       | 1     | 1     | 1      |

## Curiosidades
- Primera de las tres veces consecutivas en las que Michel Platini ganó el Balón de Oro.